# ブリストル (テネシー州)
ブリストル（Bristol）は、アメリカ合衆国テネシー州のサリヴァン郡にある都市。人口は2万7147人（2020年）。テネシー州とヴァージニア州の州境に位置しており、バージニア州ブリストルと双子都市である。州境はダウンタウンを通るステート・ストリートとなっている。ブリストルはキングスポート・ブリストル(テネシー州)・ブリストル(ヴァージニア州)都市圏の主要都市であり、ジョンソンシティ・キングスポート・ブリストル広域都市圏と併せてトライ・シティと呼ばれている。
ジミー・ロジャーズ、カーター・ファミリーによるカントリー・ミュージック初の商業的レコーディングとされるブリストル・セッションが行なわれた地であり、のちにマウンテン・ミュージシャンのアンクル・チャーリー・オズボーンが好んだ地とされている。1998年、アメリカ合衆国議会はブリストルを「カントリー・ミュージックの発祥地」と認定した。またテネシー・アーニー・フォードの生誕地でもある。
ブリストルはNASCARのショートトラックであるブリストル・モーター・スピードウェイを有し、年2回の通常16万席が完売するが近年観客数が減少してきている。

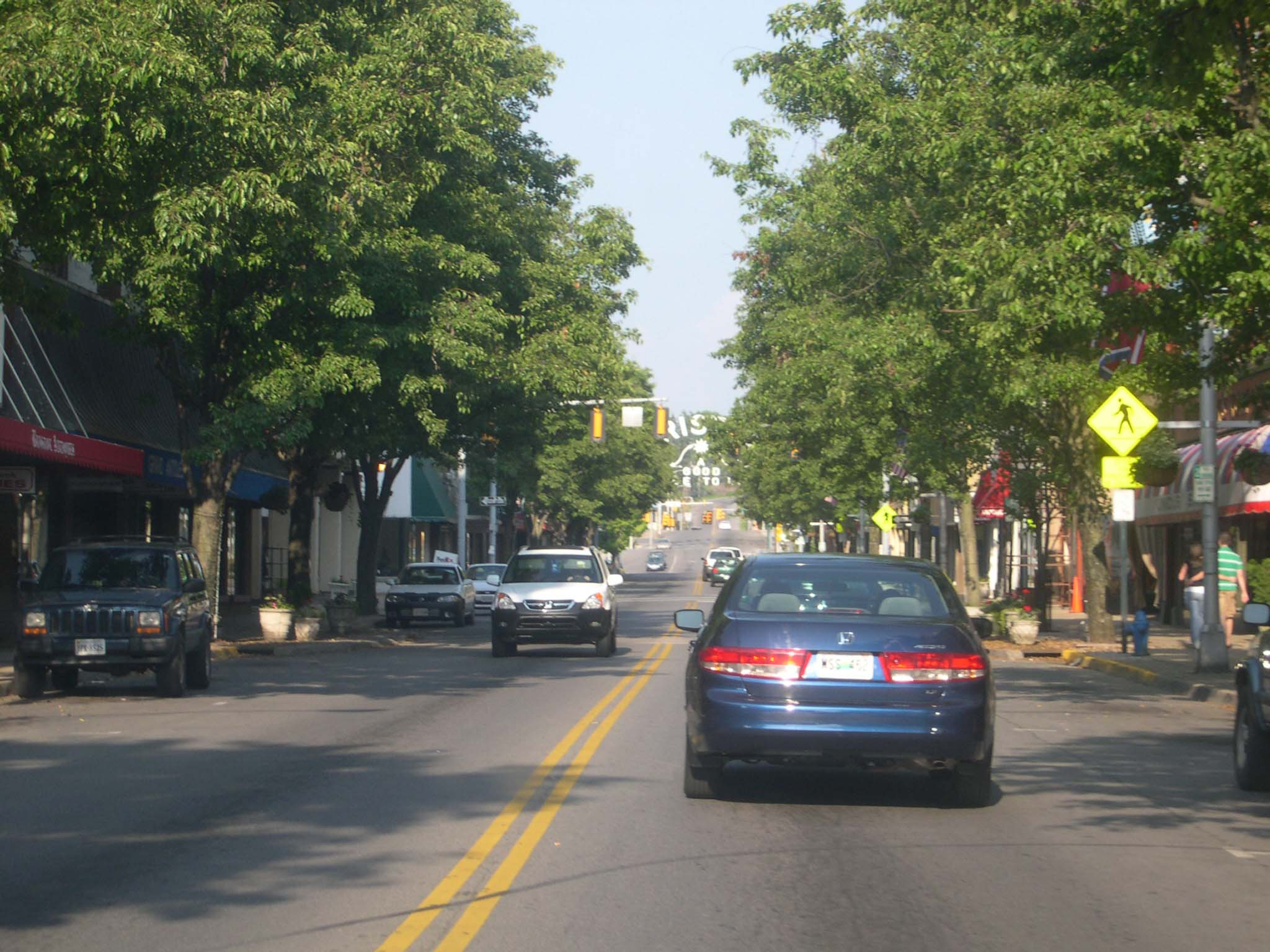
左がヴァージニア州、右がテネシー州となる州境の道路

## 文化

### カントリー・ミュージックの発祥地
カントリー・ミュージックの初期のレコーディングを行い、影響を与え、カントリー・ミュージックの発展に貢献したとして、1998年、アメリカ合衆国議会はブリストルを「カントリー・ミュージックの発祥地」と認定した。
1927年、ビクター・レコードの音楽プロデューサーのラルフ・ピアはブリストルの伝統的フォークソングを地元の音で表現するために地元のミュージシャンでレコーディングを始めた。1927年7月31日、カーター・ファミリーがバージニア州メイセス・スプリングから、新人を探していたピアのオーディションを受けるためにブリストルにやってきて、1曲につき50ドルを受け取ることとなった。同様にジミー・ロジャーズもブリストルのピアのもとにやってきて、最初のレコーディングを行なった。
1994年、カントリー・ミュージックについて、また音楽ジャンル形成に貢献した市の役割について学ぶ指針を示すためにカントリー・ミュージック発祥地連盟(BCMA)を結成した。現在この連盟はカルチュラル・ヘリテイジ・センターが組織し、地域のカントリー・ミュージックの歴史の教育に尽力している。
毎年9月第3金土日、音楽フェスティバル『Bristol Rhythm & Roots Reunion 』が、カントリー・ミュージックの発祥地としてのブリストルの歴史を祝し、テネシー州とヴァージニア州の州境のダウンタウンで行なわれている。

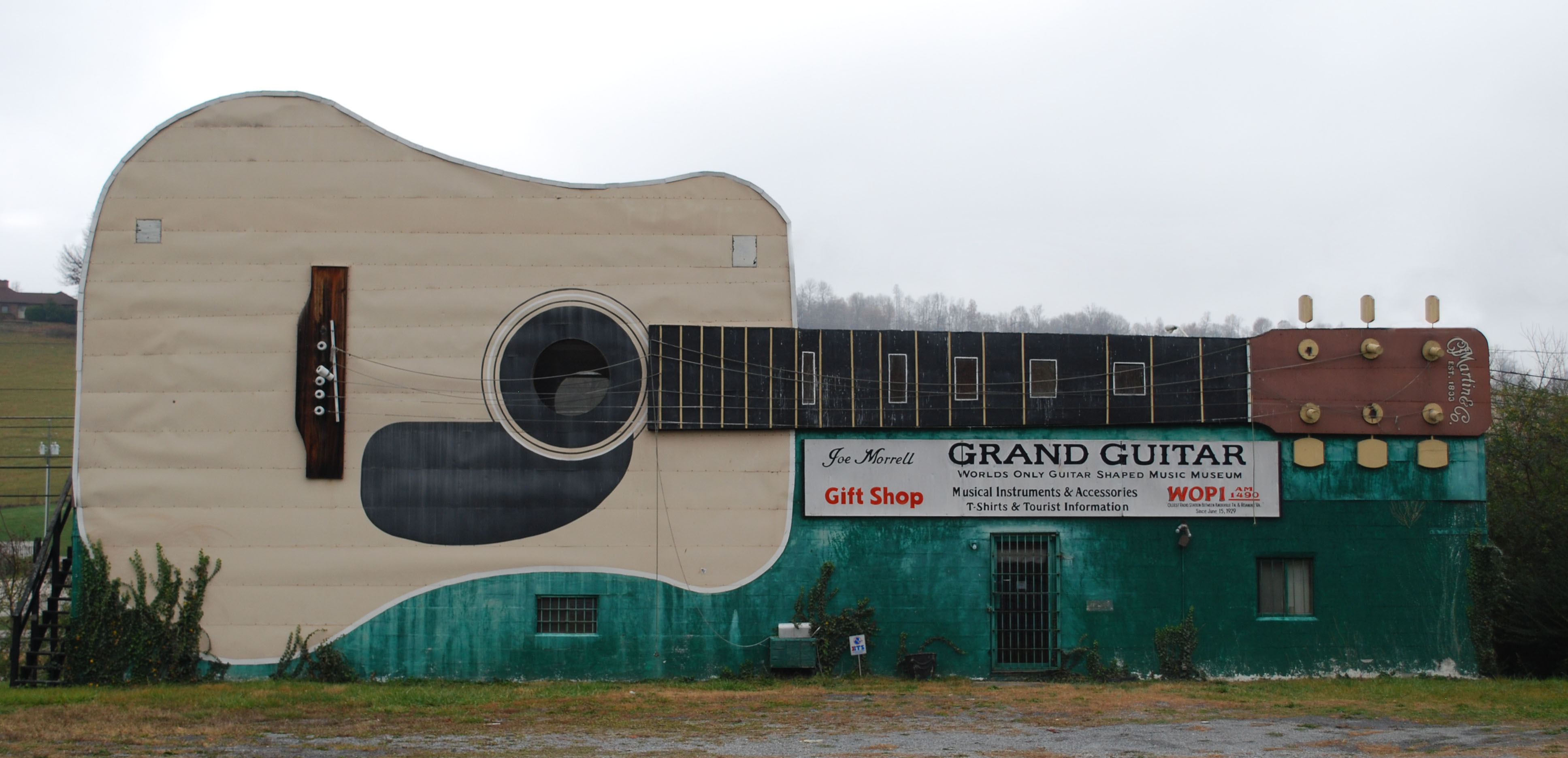
ウエスト・ステート・ストリートのグランド・ギター

## 経済
2014年後期から2015年初頭、州間高速道路81号線74番出口にショッピング・センターThe Pinnacle がオープンした。バス・プロ・ショップス、ベルク、ディックス・スポーティング・グッズ、マーキー・シネマなどを有している。

## 地理
ブリストルはテネシー州北東部角北緯36度34分9秒 西経82度11分51秒 / 北緯36.56917度 西経82.19750度 (36.569135, -82.197489)に位置している。
アメリカ合衆国国勢調査局によると総面積29.5平方マイル (76.4 km2)のうち29.4平方マイル (76.1 km2)が土地、0.1平方マイル (0.3 km2) (0.44%)が水域である。

## 気候
| テネシー州ブリストルの気候                                                                | テネシー州ブリストルの気候 | テネシー州ブリストルの気候 | テネシー州ブリストルの気候 | テネシー州ブリストルの気候 | テネシー州ブリストルの気候 | テネシー州ブリストルの気候 | テネシー州ブリストルの気候 | テネシー州ブリストルの気候 | テネシー州ブリストルの気候 | テネシー州ブリストルの気候 | テネシー州ブリストルの気候 | テネシー州ブリストルの気候 | テネシー州ブリストルの気候 |
| 月                                                                                        | 1月                        | 2月                        | 3月                        | 4月                        | 5月                        | 6月                        | 7月                        | 8月                        | 9月                        | 10月                       | 11月                       | 12月                       | 年                         |
| ----------------------------------------------------------------------------------------- | -------------------------- | -------------------------- | -------------------------- | -------------------------- | -------------------------- | -------------------------- | -------------------------- | -------------------------- | -------------------------- | -------------------------- | -------------------------- | -------------------------- | -------------------------- |
| 最高気温記録 °F （°C）                                                                    | 79 (26)                    | 80 (27)                    | 85 (29)                    | 89 (32)                    | 92 (33)                    | 97 (36)                    | 102 (39)                   | 101 (38)                   | 100 (38)                   | 90 (32)                    | 81 (27)                    | 78 (26)                    | 102 (39)                   |
| 平均最高気温 °F （°C）                                                                    | 43.7 (6.5)                 | 48.0 (8.9)                 | 58.9 (14.9)                | 67.4 (19.7)                | 75.2 (24)                  | 82.2 (27.9)                | 84.6 (29.2)                | 84.1 (28.9)                | 79.1 (26.2)                | 69.1 (20.6)                | 58.2 (14.6)                | 48.1 (8.9)                 | 66.6 (19.2)                |
| 平均最低気温 °F （°C）                                                                    | 24.3 (−4.3)                | 26.8 (−2.9)                | 35.4 (1.9)                 | 43.0 (6.1)                 | 51.6 (10.9)                | 59.9 (15.5)                | 64.1 (17.8)                | 63.1 (17.3)                | 56.6 (13.7)                | 44.2 (6.8)                 | 35.9 (2.2)                 | 28.2 (−2.1)                | 44.4 (6.9)                 |
| 最低気温記録 °F （°C）                                                                    | −21 (−29)                  | −15 (−26)                  | −2 (−19)                   | 21 (−6)                    | 30 (−1)                    | 38 (3)                     | 48 (9)                     | 43 (6)                     | 34 (1)                     | 20 (−7)                    | 5 (−15)                    | −9 (−23)                   | −21 (−29)                  |
| 降水量 inch （mm）                                                                        | 3.37 (85.6)                | 3.57 (90.7)                | 3.44 (87.4)                | 3.33 (84.6)                | 3.80 (96.5)                | 3.90 (99.1)                | 4.69 (119.1)               | 3.47 (88.1)                | 2.99 (75.9)                | 2.10 (53.3)                | 3.10 (78.7)                | 3.37 (85.6)                | 41.13 (1,044.7)            |
| 降雪量 inch （cm）                                                                        | 5.2 (13.2)                 | 4.2 (10.7)                 | 2.3 (5.8)                  | 0.4 (1)                    | 0 (0)                      | 0 (0)                      | 0 (0)                      | 0 (0)                      | 0 (0)                      | 0 (0)                      | 0.9 (2.3)                  | 2.6 (6.6)                  | 15.6 (39.6)                |
| 出典1：http://www.climate-zone.com/climate/united-states/tennessee/bristol-johnson-city/  |                            |                            |                            |                            |                            |                            |                            |                            |                            |                            |                            |                            |                            |
| 出典2：http://www.weather.com/outlook/health/fitness/wxclimatology/monthly/graph/USTN0055 |                            |                            |                            |                            |                            |                            |                            |                            |                            |                            |                            |                            |                            |

## 著名な出身者
- クラランス・アシュリー - フォーク・ミュージシャン
- ジョージ・ラファイエット・カーター - 企業家
- ジョン・I・コックス - テネシー州知事(1905年−1907年)
- クリス・クロッカー - インターネット・セレブリティ、ブロガー
- テネシー・アーニー・フォード - 歌手、俳優、エンターテイナー
- ジャスティン・グリム - シカゴ・カブスのプロ野球選手
- ドイル・ロウソン - グラミー賞ノミネートのブルーグラス・ミュージシャン、ドイル・ロウソン・アンド・クイックシルバーのフロントマン
- デイヴ・ロギンス - 作曲家、歌手
- ジェイマ・メイズ - 女優、歌手